# Mark Farren
Mark Farren (Donegal, 1 de mayo de 1982-3 de febrero de 2016) fue un futbolista irlandés que jugaba en la demarcación de delantero.

## Biografía
Empezó a formarse como futbolista en la cantera del Tranmere Rovers FC y del Huddersfield Town FC, hasta que finalmente en el año 2000 fichó por el Finn Harps FC, con el que hizo su debut como futbolista profesional, jugando su primer y único partido con el club. Tras un breve paso por el Monaghan United FC y de disfrutar de pocos minutos con el club, en 2003 fichó por el Derry City FC. Con el equipo ganó dos Copas de Irlanda, cinco Copas de la Liga de irlanda y una Liga de Primera División de Irlanda. Además llegó a convertirse en el máximo goleador de la Liga Irlandesa de Fútbol en 2008 tras marcar 16 goles. En 2013 fichó por el Glenavon FC, último club en el que jugó, retirándose finalmente en 2014. 
Farren padecía de cáncer, y tras luchar durante varios años con la enfermedad, falleció finalmente el 3 de febrero de 2016 a los 33 años de edad a causa de un tumor cerebral.

## Clubes
| Club               | País              | Año         | Partidos | Goles |
| ------------------ | ----------------- | ----------- | -------- | ----- |
| Finn Harps FC      | Irlanda           | 2000 - 2001 | 1        | 0     |
| Monaghan United FC | Irlanda           | 2001 - 2003 | 7        | 1     |
| Derry City FC      | Irlanda           | 2003 - 2012 | 209      | 114   |
| Glenavon FC        | Irlanda del Norte | 2013 - 2014 | 15       | 10    |

## Palmarés

### Campeonatos nacionales
| Título                              | Club          | País    | Año  |
| ----------------------------------- | ------------- | ------- | ---- |
| Copa de Irlanda                     | Derry City FC | Irlanda | 2006 |
| Copa de Irlanda                     | Derry City FC | Irlanda | 2012 |
| Copa de la Liga de Irlanda          | Derry City FC | Irlanda | 2005 |
| Copa de la Liga de Irlanda          | Derry City FC | Irlanda | 2006 |
| Copa de la Liga de Irlanda          | Derry City FC | Irlanda | 2007 |
| Copa de la Liga de Irlanda          | Derry City FC | Irlanda | 2008 |
| Copa de la Liga de Irlanda          | Derry City FC | Irlanda | 2011 |
| Liga de Primera División de Irlanda | Derry City FC | Irlanda | 2010 |

### Distinciones individuales
| Título                                         | Club          | País    | Año  |
| ---------------------------------------------- | ------------- | ------- | ---- |
| Máximo goleador de la Liga Irlandesa de Fútbol | Derry City FC | Irlanda | 2008 |